# Chojane-Gorczany
Chojane-Gorczany – wieś w Polsce położona w województwie podlaskim, w powiecie wysokomazowieckim, w gminie Kulesze Kościelne.
Zaścianek szlachecki Gorczany należący do okolicy zaściankowej Chojane położony był w drugiej połowie XVII wieku w powiecie brańskim ziemi bielskiej województwa podlaskiego. W latach 1975–1998 miejscowość administracyjnie należała do województwa łomżyńskiego.
Wierni kościoła rzymskokatolickiego należą do parafii św. Bartłomieja Apostoła w Kuleszach Kościelnych.

## Historia
Spis podatkowy z 1580 r. wymienia Adama syna Adama, dziedziczącego na prawie 2. włókach. Zapisano tu również Kaspra Kraszowskiego, który dzierżawił ziemię od Jana, syna Józwy z Chojanego i Marcina Sowy, dział ten liczył ¾ włóki. W następnych wiekach mieszkała tu drobna szlachta (głównie Chojeńscy). W XVII wieku notowano Kuleszów.
W XVII i XVIII wieku Choiane Gorczane, w XIX wieku Choine gorzany, na mapie Królestwa Polskiego z 1839 r., Choiane Gorczany.
W roku 1827 w Chojanech-Gorczanach było 10 domów i 78 mieszkańców.
„Słownik geograficzny Królestwa Polskiego” pod koniec XIX w. pisze: Chojane (lub Chojany), okolica szlachecka, powiat mazowiecki, gmina Chojany, parafia Kulesze. Wymienia Chojane: Bąki, Gorczany, Pawłowięta, Piecki (Piecuchy), Sierocięta, Stankowięta. Informuje, że dawniej istniały Chojane Bozuty i Górki.
W 1891 roku we wsi 10 gospodarstwach drobnoszlacheckich na 138 ha ziemi (68 ha gruntów ornych, 7 ha łąk i 13 ha lasów). Średnie gospodarstwo miało obszar ponad 10 ha.
Na początku XX w. w pobliżu powstały liczne maleńkie osiedla: Chojanka, Kliny, Smużki, Zbytki, Dębowo, Ryczka, Siedzianka, Zajarowa Budka, Przygóra, Wonieczan. Każde liczyło najwyżej po kilka domów.
W roku 1921 miejscowość liczyła 12 domów i 85 mieszkańców, w tym 10 Żydów.